# Antitype chionodes
Antitype chionodes är en fjärilsart som beskrevs av Charles Boursin 1968. Antitype chionodes ingår i släktet Antitype och familjen nattflyn. Inga underarter finns listade i Catalogue of Life.